# Iglesia de Santa Filomena (Santiago de Chile)
La Iglesia de Santa Filomena es un templo católico ubicado en el Barrio Patronato, en la comuna de Recoleta, Santiago, Chile.
Fue proyectada en el año 1892 por el arquitecto Eugenio Joannon, de estilo neogótico francés, su construcción fue finalizada en 1894.Ya en 1985, con el terremoto de marzo, había sufrido serios daños, pero fue completamente restaurada. La iglesia fue declarada Monumento Histórico el 28 de diciembre de 1995.